# 高橋金治

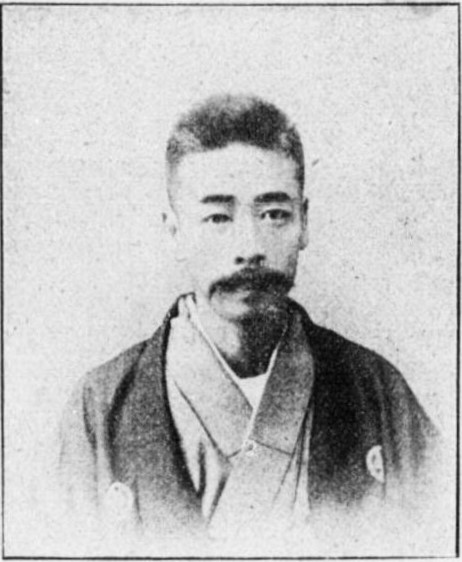
高橋金治

高橋 金治（たかはし きんじ、1859年6月4日（安政6年5月4日）- 1917年（大正6年）8月22日）は、明治から大正期の地主、実業家、政治家。衆議院議員。

## 経歴
陸奥国胆沢郡、のちの岩手県胆沢郡水沢町（水沢市を経て現奥州市）で、大地主、仙台藩水沢伊達家家臣・高橋万右衛門の二男として生れ、1893年（明治26年）1月、兄・敬章の跡を継承した。藩校立生館で学んだ。1875年（明治8年）水沢県に出仕したが廃県後に辞職した。
その後、商業に従事したが事業に失敗して各地を放浪した。宮城県下で教師をしていたフランス人と出会い、日本語教授、翻訳助手となり、仏学を学んだ。
1895年（明治28年）同志と水沢銀行の設立に参画した。同行専務取締役、水沢貯蓄銀行専務取締役、水沢家畜商事合資会社代表社員、胆江倉庫専務取締役、東北物産委託商会専務取締役、水沢電燈取締役、黒沢尻銀行監査役、胆江軌道監査役、岩手県農工銀行創立委員などを務めた。
政界では、水沢町会議員、胆沢郡会議員、同参事会員、同徴兵参事員、所得税調査員などを務めた。1902年（明治35年）8月、第7回衆議院議員総選挙（岩手県郡部）で初当選し、以後、第9回総選挙まで再選され、衆議院議員に連続3期在任した。

## 国政選挙歴
- 第7回衆議院議員総選挙（岩手県郡部、1902年8月、憲政本党）当選[5]
- 第8回衆議院議員総選挙（岩手県郡部、1903年3月、憲政本党）当選[5]
- 第9回衆議院議員総選挙（岩手県郡部、1904年3月、憲政本党）当選[5]